# Dinamarca en los Juegos Europeos de Cracovia 2023
Dinamarca participó en los Juegos Europeos de Cracovia 2023 con un equipo de 163 deportistas. Responsable del equipo nacional fue la Federación Deportiva de Dinamarca.

## Medallistas
El equipo de Dinamarca obtuvo las siguientes medallas:
| Nombre                                                             | Deporte         | Competición                |
| ------------------------------------------------------------------ | --------------- | -------------------------- |
| Oro                                                                |                 |                            |
| Viktor Axelsen                                                     | Bádminton       | Individual M               |
| Kim Astrup Sørensen Anders Skaarup Rasmussen                       | Bádminton       | Dobles M                   |
| Equipo                                                             | Balonmano playa | Torneo F                   |
| Nikolai Terteryan                                                  | Boxeo           | Wélter (71 kg) M           |
| Emma Jørgensen                                                     | Piragüismo      | K1 200 m F                 |
| Emma Jørgensen                                                     | Piragüismo      | K1 500 m F                 |
| Edi Hrnic                                                          | Taekwondo       | –80 kg M                   |
| Plata                                                              |                 |                            |
| Mia Blichfeldt                                                     | Bádminton       | Individual F               |
| Jonas Winterberg-Poulsen                                           | Esgrima         | Florete individual M       |
| Emma Jørgensen Frederikke Matthiesen                               | Piragüismo      | K2 500 m F                 |
| Magnus Sibbersen Emma Jørgensen                                    | Piragüismo      | K2 200 m mixto             |
| Mathias Fullerton Tanja Gellenthien                                | Tiro con arco   | Compuesto por equipo mixto |
| Bronce                                                             |                 |                            |
| Mathias Christiansen Alexandra Bøje                                | Bádminton       | Dobles mixto               |
| Equipo                                                             | Balonmano playa | Torneo M                   |
| Bolette Iversen Katrine Jensen Frederikke Matthiesen Sara Milthers | Piragüismo      | K4 500 m F                 |
| Otto Jørgensen                                                     | Taekwondo       | –68 kg M                   |
| Nanna Kristensen                                                   | Teqball         | Individual F               |